# 특이행방불명자
특이행방불명자(일본어: 特異行方不明者 토쿠이유쿠에후메이샤[*])는 행방불명자 발견활동에 관한 규칙(헤이세이 21년 12월 11일 국가공안위원회 규칙 제3호) 제2조 제1항에 명시된 행방불명자 중 동 제2항 각호의 조건에 해당하는 사람이다.
1. 살인, 납치 등의 범죄에 의해 그 생명 또는 신체에 위험이 발생할 우려가 있는 자
2. 소년복지를 해하는 범죄 피해를 당할 우려가 있는 자
3. 실종되기 직전 행동과 기타 사정에 비추어 수난, 교통사고 그 외 기타 생명을 위협하는 사고가 발생할 우려가 있는 자
4. 유서가 있거나 평소의 언동 및 그 밖의 사정에 비추어 자살의 우려가 있는 자
5. 정신장애 상태에 있거나 위험물을 소지하고 있는 등 그 밖의 사정에 비추어 자신을 해하거나 타인을 해할 우려가 있는 자
6. 병자, 노인, 연소자, 그 외 기타자로서 자구능력이 없음으로 인해 그 생명 또는 신체에 위험이 발생할 우려가 있는 자

특이행방불명자는 행방불명자 발견활동에 관한 규칙 제20조 ~ 제24조에 따라 접수서장이 행해야 할 조치 및 특이행방불명자 수배에 관한 절차 등의 특별한 행동활동이 정해져 있다.